# 장기 기사
장기 기사(-棋士)는 장기를 두는 사람을 이르는 총칭이다. 일반적으로 장기 기전에 참가하는 프로 전문기사를 가리키는 경우가 많지만 아마추어에게도 적용된다.

## 프로 기사
현재 대한장기협회 소속 프로 장기 기사는 프로 初단부터 프로 九단까지 있다. 장기의 보급 및 교류 활동에 참가하고 장기를 연구한다. 장기 기전에 참가하여 다른 기사와 대국을 하기도 하며, 방송 대국일 경우 시청자들에게 대국을 해설 하기도 한다. 프로 기사의 단수를 표기 할땐 한자로 표기 한다.

### 입단 테스트
프로 장기 기사로 입단을 하려면 공식 프로입단대회를 통해서 입단을 하거나, 전국 아마추어 장기대회 중 우승자에게 프로 初단을 수여 해주는 대회를 통해서 입단이 가능하다. 공식 프로입단대회 같은 경우 아마 유단자들만 참가할 수 있다.

### 승단
대회에서 좋은 전적을 거두거나, 승단대회를 통해서 합산점수로 승단이 가능하다.

## 아마추어 기사
아마추어 기사의 단수는 아마 1단부터 아마 7단까지 있다. 대한장기협회 소속 프로 장기 기사에게 기력을 측정 받은 후 단증을 발급 받거나, 아마추어 대회에서 좋은 전적을 거두었을 경우 아마추어 유단자가 될 수 있다. 온라인으로도 한게임 장기를 통해서 아마추어 단증을 발급 받는 방법도 있으나, 1단에서 4단까지만 아마 단증을 발급한다.